# Csíkosfejű hangyászpitta
A csíkosfejű hangyászpitta (Grallaria andicolus) a madarak osztályának verébalakúak (Passeriformes) rendjébe és a hangyászpittafélék (Grallariidae) családjába tartozó faj.

## Rendszerezése
A fajt Jean Cabanis német ornitológus írta le 1837-ben, a Hypsibamon nembe Hypsibamon andicolus néven. Szerepelt Grallaria andicola néven is.

## Alfajai
- Grallaria andicolus andicolus - (Cabanis, 1873)
- Grallaria andicolus punensis - Chubb, 1918[1]

## Előfordulása
Az Andokban, Bolívia és Peru területén honos. Természetes élőhelyei a szubtrópusi vagy trópusi hegyi esőerdők és magaslati gyepek. Állandó, nem vonuló faj.

## Megjelenése
Testhossza 17 centiméter, testtömege 48–66 gramm.

## Életmódja
Rovarokkal táplálkozik.

## Természetvédelmi helyzete
Az elterjedési területe nagyon nagy, egyedszáma pedig stabil. A Természetvédelmi Világszövetség Vörös listáján nem fenyegetett fajként szerepel.